# باشگاه فوتبال صامسون‌اسپور
باشگاه فوتبال صامسون‌اسپور یک باشگاه فوتبال در ترکیه است که در شهر صامسون واقع شده‌است. این باشگاه از طریق ادغام پنج باشگاه تشکیل شده‌است: ۱۹ میس، آکناسپور، فنر ژنکلیک، صامسون اسپور و صامسون اسپور گالاتاسارای. رنگ لباس این باشگاه از قرمز و سفید تشکیل شده‌است و بازی‌های خانگی خود را در ورزشگاه صامسون انجام می‌دهند.
این باشگاه مقام دوم لیگ دسته دوم را در سالهای ۱۹۶۹ - ۱۹۶۸کسب کرد، اما تا سال ۱۹۹۳به یک باشگاه آسانسوری تبدیل شد (مرتب بین دسته اول و دوم در حال صعود و سقوط بود). این باشگاه در سالهای ۱۹۹۷و ۱۹۹۸در مسابقات بین‌المللی جام اینتر توتو به رقابت پرداخت و در مسابقات بالکان جام قهرمانی را در سال ۱۹۹۴ بدست آورد.

## تاریخچه
صامسون اسپور مسابقات خود را از لیگ ۲ که دسته دوم لیگ فوتبال ترکیه است آغاز کرد. این باشگاه در اولین فصل حضور خود در رده پنجم قرار گرفت و با دو امتیاز کمتر نتوانست به دسته بالاتر صعود کند. این باشگاه همچنین در آن سال در جام حذفی ترکیه به رقابت پرداخت. آنها بعد از شکست دادن گونشپور در دور اول به دور دوم رسیدند اما با نتیجه ۲ بر یک به پتروسپور باختند. فصل بعد موفقیت بیشتری کسب کردند. زیرا این باشگاه نایب قهرمان لیگ ۲ شدند. شش امتیاز کمتر از بورسپورا که قهرمان شد کسب کردند. در جام حذفی، با شکست دادن کونیااسپور، آدانااسپور، Manisaspor، گالاتاسرای و فنرباغچه به نیمه نهایی رسیدند. آنها در نیمه نهایی با گزتپه دیدار کردند و در نهایت ۵ بر ۲ شکست خوردند.
این باشگاه اولین بار در سال ۱۹۶۹ موفق شد به سطح یک سوپر لیگ حضور داشت. آنها مسابقات خود دور اول را در بیهوپ گروپ (گروه سفید) با قهرمانی در گروه به پایان رساندند. در حالی که ۶ امتیاز از تیم دوم (بولوسپور) بیشتر داشتند. در آن زمان لیگ سطح یک دو گروه بود، که برندگان هر گروه در یک بازی پایانی با هم بازی می‌کردند تا قهرمان و نائب را تعیین گردد. آنکاراگوچو در فینال ۱ بر صفر صامسون اسپور را شکست داد.
در ۲۰ ژانویه ۱۹۸۹، هنگام مسافرت به مالتیا برای دیدار با تیم مالتیاسپور، اتوبوس تیم صامسون اسپور تصادف کرد. در این سانحه سه بازیکن و دو مربی کشته شدند و هفت عضو دیگر تیم به‌طور جدی زخمی شدند. مته آدانار و مظفر بدالیلوو بازیکنانی بودند که در حادثه کشته شدند و زوران تومیچ در حالی که شش ماه بعد از حادثه در گذشت که این مدت را در یوگسلاوی زادگاه خود در کما بود. نوری آسان مربی تیم و راننده اتوبوس نیز کشته شدند. از بین بازیکنانی که مصدوم شده‌اند، دو نفر همچنان به بازی خود ادامه دادند. امین کار، کاپیتان صامسون اسپور، پس از این رویداد فلج شد. فاتح اوراز که در آن زمان دروازه‌بان صامسون اسپور و همچنین تیم ملی فوتبال ترکیه بود، یکی از مهره ای کمرش شکست. او مجدد به فوتبال بازگشت، اما نتوانست جایگاه خود را در سطح ملی یا باشگاهی بدست آورد.
صامسون اسپور برای اولین بار در سال ۱۹۹۳ در رقابت‌های اروپایی به میدان رفت. این باشگاه در آخرین سال برگزاری جام بالکان شرکت کرد و PFC پیرین بلوگوفگراد را شکست داد و در نیمه نهایی با PAS Giannina روبرو شد. اولین مسابقه در یونان برگزار شد که صامسون اسپور با نتیجه ۳ بر ۰ به پیروزی رسید. بازی دوم در ترکیه برگزار شد، جایی که صامسونپور با برتری ۲ بر صفر قهرمان شد. این باشگاه در جام اینترتوتو یوفا در سال ۱۹۹۷ مقام نهم را کسب کرد. آنها در گروه ۶ با هامبورگ، کاواناس، Leiftur aflafsfjörður , Odense Boldklub قرار داشتند. صامسون اسپور با نه امتیاز در رده دوم قرار گرفت و نتوانست صعود کند. این باشگاه فصل بعد مجدداً به مسابقات اینترتوتو صعود کرد. صامسون اسپور در بازی رفت مقابل باشگاه دانمارکی Lyngby Boldklub، با نتیجه ۳ بر صفر پیروز شد. در بازی برگشت با نتیجه ۳ بر یک شکست خوردند اما به دور بعد صعود کردند. آنها در دور دوم با باشگاه انگلیسی کریستال پالاس روبرو شدند و این باشگاه را با نتیجه چهار بر صفر در مجموع ۴ بر ۰ شکست دادند. صامسون اسپور پس از باخت ۶ بر صفر مقابل وردر برمن آلمان، در نیمه نهایی از دور بازی‌ها حذف شد.

## تیم فعلی
| شماره | ملیت    | پست                | نام بازیکن                                               |
| ----- | ------- | ------------------ | -------------------------------------------------------- |
| ۳     | Turkey  | هافبک              | Kemal Islemek                                            |
| ۵     | Turkey  | مدافع              | Erkan Yazici                                             |
| ۶     | Turkey  | مدافع              | Ahmet Burak Solakel                                      |
| ۸     | Turkey  | هافبک              | Oğuz Gürbulak                                            |
| ۱۰    | Turkey  | مهاجم (فوتبال)     | Göksu Türkdoğan                                          |
| ۱۱    | Nigeria | مهاجم (فوتبال)     | John Chibuike                                            |
| ۱۳    | Greece  | دروازه‌بان (فوتبال) | میکالیس سیفاکیس                                          |
| ۱۷    | Turkey  | مهاجم (فوتبال)     | Muhammet Beşir (on loan from باشگاه فوتبال ترابزون‌اسپور) |
| ۱۸    | Turkey  | هافبک              | Gökay Iravul (on loan from باشگاه فوتبال آلانیا اسپور)   |
| ۱۹    | Germany | مدافع              | Ahmet Cebe                                               |

| شماره | ملیت        | پست                | نام بازیکن           |
| ----- | ----------- | ------------------ | -------------------- |
| ۲۰    | Ivory Coast | مهاجم (فوتبال)     | Davy Claude Angan    |
| ۲۸    | France      | هافبک              | Samed Kılıç          |
| ۵۵    | Turkey      | دروازه‌بان (فوتبال) | Furkan Köse          |
| ۶۵    | Turkey      | هافبک              | Çağrı Ortakaya       |
| ۷۷    | Turkey      | هافبک              | Enes İlkin           |
| ۸۸    | Turkey      | هافبک              | Furkan Yıldırım      |
| ۸۹    | Turkey      | مدافع              | Erkam Reşmen         |
| ۹۸    | Turkey      | دروازه‌بان (فوتبال) | Orhan Erdoğan        |
| —     | Turkey      | هافبک              | Burhan Arman         |
| —     | Turkey      | مدافع              | Ertuğrul Mert Gülşen |
| —     | Turkey      | مدافع              | Berat Boz            |
| —     | Turkey      | هافبک              | Guido Koçer          |

### قرضی
| شماره | ملیت   | پست            | نام بازیکن                                                  |
| ----- | ------ | -------------- | ----------------------------------------------------------- |
| —     | Turkey | هافبک          | Berkay Polat (At Karaköprü Belediyespor until 3۰ ژوئن ۲۰۱۸) |
| —     | Turkey | مهاجم (فوتبال) | Alperen Pak (At Tokatspor until 3۰ ژوئن ۲۰۱۸)               |

| شماره | ملیت   | پست            | نام بازیکن                                   |
| ----- | ------ | -------------- | -------------------------------------------- |
| —     | Turkey | مدافع          | Erkan Cam (At Tokatspor until 3۰ ژوئن ۲۰۱۸)  |
| —     | Turkey | مهاجم (فوتبال) | Enes Keleş (At Tokatspor until 3۰ ژوئن ۲۰۱۸) |

## افتخارات
- لیگ دسته اول فوتبال ترکیه
  - نایب قهرمانی (۲): ۱۹۶۸–۶۹، ۲۰۱۰–۱۱
- جام بالکان
  - قهرمان(۱): ۱۹۹۴–۹۴

## مشارکت اروپا
جام Intertoto یوفا:
| فصل  | دور         | باشگاه        | خانه | دور | نتیجه کلی |
| ---- | ----------- | ------------- | ---- | --- | --------- |
| ۱۹۹۷ | مرحله گروهی | اودنسه        |      | 2nd |           |
| ۱۹۹۷ | مرحله گروهی | کاوناس        | ۱–۰  | 2nd |           |
| ۱۹۹۷ | مرحله گروهی | Leiftur       |      | 2nd |           |
| ۱۹۹۷ | مرحله گروهی | هامبورگ       | ۱–۳  | 2nd |           |
| ۱۹۹۸ | دوم         | Lyngby        | ۳–۰  | ۱–۳ | ۴–۳       |
| ۱۹۹۸ | سوم         | کریستال پالاس | ۲–۰  | ۲–۰ | ۴–۰       |
| ۱۹۹۸ | نیمه نهایی  | وردبرمن       | ۰–۳  | ۰–۳ | ۰–۶       |

## مربیان
| - Lefter Küçükandonyadis (۱۹۶۷) - Turgay Şeren (۱۹۷۰–۱۹۷۱) - Gheorghe Mulțescu (۱۹۹۳–۱۹۹۷) - هورشت هروبش (۱۹۹۷) - Bülent Ünder (ژوئیه ۲۰۰۰ ;– آوریل ۲۰۰۱) - Đorđe Jovanovski (مارس ۲۰۰۲ – دسامبر ۲۰۰۲) - Sakip Özberk (دسامبر ۲۰۰۲ – جوئن ۲۰۰۳) - Gheorghe Mulțescu (ژوئیه ۲۰۰۳ - سپتامبر ۲۰۰۳) - ارطغرل ساغلام (ژوئیه ۲۰۰۳ - جوئن ۲۰۰۵) - Erdoğan Arıca (سپتامبر ۲۰۰۳ - جوئن ۲۰۰۴) - Şaban Yıldırım (ژوئیه ۲۰۰۵ - سپتامبر ۲۰۰۵) - Erdoğan Arıca (اکتبر ۲۰۰۵ - آوریل ۲۰۰۶) - Levent Eriş (سپتامبر ۲۰۰۶ – مارس ۲۰۰۷) - Mustafa Uğur (March 2007– اوت ۲۰۰۷) | - Yücel İldiz (اوت ۲۰۰۷ – ژانویه ۲۰۰۸) - Muhammet Dilaver (interim) (ژانویه ۲۰۰۸ – فوریه ۲۰۰۸) - Orhan Kapucu (فوریه ۲۰۰۸ – ژوئن ۲۰۰۸) - Hayrettin Gümüşdağ (اوت ۲۰۰۸ – نوامبر ۲۰۰۸) - Nafiz Tural (interim) (نوامبر ۲۰۰۸) - Hülagü Ercüment Coşkundere (نوامبر ۲۰۰۸ – ژوئن ۲۰۰۹) - Turhan Özyazanlar (ژوئیه ۲۰۰۹ – اکتبر ۲۰۰۹) - Orhan Anıl (interim) (اکتبر ۲۰۰۹ – نوامبر ۲۰۰۹) - Hüseyin Kalpar (اکتبر ۲۰۰۹ – ژوئن ۲۰۱۱) - ولادیمیر پتکوویچ (ژوئیه ۲۰۱۱ – ژانویه ۲۰۱۲) - Mesut Bakkal (ژانویه ۲۰۱۲ – مه ۲۰۱۲) - Tarkan Demirhan (مه ۲۰۱۲ – اوت ۲۰۱۲) - Erhan Altın (اوت ۲۰۱۲ – اکتبر ۲۰۱۳) - Hüseyin Kalpar (Oct 2013–present) |